# Ашертон (Тексас)
Ашертон (енгл. Asherton) град је у америчкој савезној држави Тексас. По попису становништва из 2010. у њему је живело 1.084 становника.

## Демографија
Према попису становништва из 2010. у граду је живело 1.084 становника, што је 258 (19,2%) становника мање него 2000. године.
| Група             | 2000.         | 2010.         |
| Белци             | 64 (4,8%)     | 68 (6,3%)     |
| Афроамериканци    | 2 (0,1%)      | 9 (0,8%)      |
| Азијати           | 1 (0,1%)      | 0 (0,0%)      |
| Хиспаноамериканци | 1.272 (94,8%) | 1.007 (92,9%) |
| Укупно            | 1.342         | 1.084         |